# Œdipus rex
Pour les articles homonymes, voir Œdipe roi (homonymie), Œdipe (homonymie) et Oedipus Rex (homonymie).
Œdipus rex ([edipus rɛks], Œdipe roi) est un opéra-oratorio d'Igor Stravinsky créé au théâtre Sarah-Bernhardt (Paris) le 30 mai 1927 en version de concert puis le 23 février 1928 à l'Opéra d'État de Vienne en version scénique.
Le livret français écrit par Jean Cocteau fut traduit en latin par l'abbé Jean Daniélou. La narration est en français, même si aujourd'hui le texte est souvent interprété dans la langue du pays où a lieu la représentation. L'œuvre peut être jouée en version de concert comme un oratorio (ce qui fut le cas à la création) ou scénique comme un opéra.

## Personnages[3]
- Œdipe, roi de Thèbes, ténor
- Jocaste, sa femme et mère, mezzo-soprano
- Créon, frère de Jocaste, baryton-basse
- Tirésias, devin, basse
- Le berger, ténor
- Le messager, baryton-basse (peut être attribué au même chanteur que le rôle de Créon)
- Le narrateur, parlé
- le peuple, chœur d'hommes

## Argument[3]
L'action est divisée en deux actes et en six tableaux, avec un minimum de mouvements.

### Premier acte
Les hommes de Thèbes déplorent la peste qui décime leur ville. Ils supplient le roi, Œdipe, de les aider.
Créon rapporte que l'oracle de Delphes a révélé qu'un meurtrier était présent à Thèbes et qu'il devait être découvert.
Le devin Tirésias annonce que l'assassin du roi est un roi. Œdipe croit que Créon et lui se liguent pour le détrôner.

### Deuxième acte
Jocaste rappelle comment l'ancien roi, Laïos, a été tué par des voleurs à un carrefour. Œdipe est apeuré, se rappelant avoir tué un étranger au même endroit.
Le messager et le berger annoncent la mort du roi Polybos et apprennent à Œdipe qu'il n'était que son fils adoptif qui avait été recueilli sur la montagne. Jocaste disparaît, prise d'horreur. Le messager et le berger accusent alors Œdipe de parricide et d'inceste.
Jocaste s'est pendue et Œdipe s'est crevé les yeux.

## L'association Stravinsky-Cocteau[4]
À la fin de l’été de 1925, Igor Stravinsky, qui avait été frappé par la netteté de l’adaptation d'Antigone de Jean Cocteau (créée au Théâtre de l'Atelier en 1922) d’après le dramaturge grec Sophocle au Ve siècle av. J.-C., lui demande de travailler ensemble à la mise au point d’un ouvrage qui s’appuierait sur le mythe d’Œdipe. Cocteau revisite la pièce antique d’Œdipe roi pour en tirer une version concentrée pour Œdipus Rex. Stravinsky, qui ne veut pas d’un drame musical, impose une contrainte : le texte ne sera pas en français mais en latin. Cocteau doit écrire son texte en tenant compte de la traduction assurée par Jean Daniélou (le futur cardinal). Un échange constant Stravinsky-Cocteau, sorte d’aller-retour, a lieu durant l’année 1926.  Le rôle du narrateur est prévu pour rappeler le déroulement dramatique de Sophocle. Stravinsky achève l’instrumentation de l’œuvre le 10 mai 1926, à quatre heures du matin.
Si la part de Cocteau est bien réelle, nécessaire, elle reste secondaire par rapport à celle de Stravinsky : le poète a servi d’intermédiaire entre le mythe antique et l’œuvre contemporaine, mais c’est le musicien qui est le véritable créateur. Tous les contemporains soulignent la force et l’étrangeté de l’ouvrage. Un sentiment de grandeur se dégage, dans son ensemble, faisant de cet oratorio une œuvre unique en son genre.
La part de Cocteau, bien que secondaire, est donc essentielle. D’abord par la présence du narrateur qui n’est pas seulement un prétexte pour se montrer. C’est lui qui fait le lien avec le public, qui lui donne les éléments indispensables pour comprendre l’histoire et s’y retrouver, qui ouvre la porte des contes et des légendes. Pour suivre la trame du mythe et la structure de la pièce de Sophocle, il fallait un poète et non un simple adaptateur pour choisir, pour saisir les moments essentiels.
La création se fait sous l’égide des Ballets russes de Serge de Diaghilev, le 30 mai 1927, à Paris, au théâtre Sarah-Bernhardt. Igor Stravinsky dirige l’orchestre et son fils Théodore Stravinsky à la responsabilité des décors et costumes. Mais c’est une version de concert. Le public, qui attendait un spectacle, est désappointé.

### Distribution
- Œdipe : Stefan Belina-Skupiewski
- Jocaste : Hélène Sadoven
- Créon : Georges Lanskoy
- Tirésias : Kapiton Zaporojets
- Le berger : Michel d’Arial
- Le narrateur : Pierre Brasseur

La création scénique a lieu à Vienne, au Staatsoper, le 23 février 1928, sous la direction de Franz Schalk, puis à Berlin, New York, Léningrad et petit à petit, l’œuvre se fraye un chemin et s’impose.
À Paris, Diaghilev s’est opposé à ce que Cocteau joue le rôle de narrateur comme il l’avait prévu de le faire. Cocteau fut donc écarté de la création, chassé de la scène, sans le soutien de son ami Stravinsky. Il lui faudra attendre 1952 pour reprendre sa place de narrateur, lors d’une nouvelle présentation de l’opéra-oratorio au théâtre des Champs-Élysées les 19 et 20 mai 1952 avec alternativement Igor Stravinsky et Hans Rosbaud pour diriger l’orchestre. Cette fois le succès est bien au rendez-vous. L’œuvre est encore jouée à Londres le 4 novembre 1959 et le 21 novembre 1960 au Théâtre national populaire (T.N.P.) de Jean Vilar, avec pour narrateur Jean Cocteau.